# Tomas Espedal
Tomas Espedal (* 12. listopadu 1961, Bergen, Norsko) je norský spisovatel, píšící kratší literární útvary i romány.

## Literární činnost
Jeho prvním dílem byla kniha En vill flukt av parfymer. Mezi jeho další díla patří románová trilogie s autobiografickými prvky Biografi (Životopis, 1999), Dagbok (Deník, 2003) a Brev (Dopis, 2005). V češtině byly zatím vydány jeho dvě prózy Jít (2010) a Proti umění (2013), za kterou obdržel v roce 2009 cenu norských kritiků za literaturu.

## Dílo
- En vill flukt av parfymer (1988)
- Jeg vil bo i mitt navn (1990)
- Hun og jeg (1991)
- Hotel Norge (1995)
- Blond (erindring) (1996)
- Biografi (glemsel) (1999)
- Dagbok (epitafer) (2003)
- Brev (et forsøk) (2005)
- Gå. Eller kunsten å leve et vilt og poetisk liv (2006), česky Jít aneb umění nespoutaného a poetického života (2010)
- Ly (2007)
- Imot kunsten (2009), česky Proti umění – (2013)
- Imot naturen (2011)
- Bergeners (2013)

### Česká vydání
- Seznam děl v Souborném katalogu ČR, jejichž autorem nebo tématem je Tomas Espedal
- Jít (aneb umění nespoutaného a poetického života) (edice Kamikaze, svazek 32), Havran, Praha 2010, ISBN 978-80-86515-99-1
- Proti umění (edice Kamikaze, svazek 42), Havran, Praha 2010, ISBN 978-80-87341-17-9
- Osoba Tomas Espedal ve Wikicitátech